# 19-й гірський корпус (Третій Рейх)
XIX-й (19-й) гірський ко́рпус (нім. XIX. Gebirgskorps) — гірський корпус Вермахту за часів Другої світової війни. 25 листопада 1944 переформований на армійську групу «Нарвік».

## Історія
XIX-й гірський корпус був сформований 10 листопада 1942 на основі гірського корпусу «Норвегія».

## Райони бойових дій
- Північна Фінляндія та Норвегія (листопад 1942 — листопад 1944).

## Командування

### Командири
- генерал гірсько-піхотних військ Фердинанд Шернер (нім. Ferdinand Schörner) (10 листопада 1942 — 23 жовтня 1943);
- генерал-лейтенант, з 1 січня 1944 генерал гірсько-піхотних військ Георг Ріттер фон Генгль (нім. Georg Ritter von Hengl) (23 жовтня 1943 — 21 квітня 1944);
- генерал-лейтенант, з 1 вересня 1944 генерал гірсько-піхотних військ Фердинанд Йодль (нім. Ferdinand Jodl) (21 квітня — 25 листопада 1944).

## Бойовий склад 19-го гірського корпусу
Формування управління, забезпечення та підтримки
- 477-ме управління корпусного постачання (Korps-Nachschubtruppen 477), з 1944 - 419-те управління корпусного постачання;
- 463-й корпусний батальйон зв'язку (Korps Nachrichten-Abteilung 463), з 1944 — 419-й корпусний батальйон зв'язку;
- 10-й гірський батальйон реактивних мінометів (Gebirgs Nebelwerfer Abteilung 10);
- 55-й батальйон гірських носильників (Gebirgs Träger Bataillon 55);
- 463-й взвод фельджандармерії (Feldgendarmerietrupp 463), з 1942 — 419-й взвод фельджандармерії;
- 477-й топографічний відділ корпусу (Korps-Kartenstelle 477), з 1942 — 419-й топографічний відділ корпусу.

- 6-та гірсько-піхотна дивізія (6. Gebirgs-Division).

- 2-га гірсько-піхотна дивізія (2. Gebirgs-Division);
- 6-та гірсько-піхотна дивізія;
- 210-та піхотна дивізія (210. Infanterie-Division).

- 2-га гірсько-піхотна дивізія;
- 6-та гірсько-піхотна дивізія;
- 210-та піхотна дивізія;
- Бойова група «Россі» (Kampfgruppe Rossi);
- Бойова група «Ост» (Kampfgruppe Ost).

- 2-га гірсько-піхотна дивізія;
- 6-та гірсько-піхотна дивізія;
- 210-та піхотна дивізія;
- Бойова група «Россі».